# Persische Rennratte
Die Persische Rennratte (Meriones persicus) ist eine zu den Rennratten gehörende Art der Rennmäuse und wurde 1875 von William Thomas Blanford als Gerbillus persicus beschrieben. Sie ist in mehreren Unterarten über den Iran und Afghanistan sowie über angrenzende Gebiete Pakistans, Turkmenistans, Aserbaidschans, Armeniens, der Türkei und des Irak verbreitet. Darüber hinaus wird sie als Heimtier gehalten.
Der Körper dieser mittelgroßen bis großen Rennratte misst gewöhnlich 132 bis 185 Millimeter, der sehr lange Schwanz 136 bis 190 Millimeter und sie wiegt gewöhnlich 75 bis 172 Gramm. Oberseits ist ihr weiches Fell gelbbraun bis rotbraun gefärbt, unterseits ist es weiß. Der Schwanz trägt im hinteren Drittel eine dicke Quaste.
Der Lebensraum der Persischen Rennratte sind Gebirgshänge und Hochlandsteppen. Sie bevorzugt steinigen Untergrund, ist überwiegend dämmerungs- und nachtaktiv und ernährt sich von Pflanzensamen und anderen Pflanzenteilen.
Von der Königsrennratte unterscheidet sich die Persische Rennratte äußerlich durch das weichere Fell,
die vollständig weiße Unterseite, den gewöhnlich mehr als körperlangen Schwanz und die ausgeprägtere Schwanzquaste, von anderen Rennratten wie der Tamarisken-Rennratte durch die vollständig unbehaarten Fußsohlen.
Von der äußerlich ähnlichen Tristram-Rennratte unterscheidet sie sich zudem durch den deutlicheren Überaugenfleck, das Fehlen von Aufhellungen unter dem Auge, die größere Ohrlänge und die größere Hinterfußlänge.
Anders als bei der Buschschwanz-Rennmaus sind die hinteren Sohlenballen verkleinert.
Als deutsche Trivialnamen werden
Persische Rennratte,
Persische Rennmaus
und Persische Wüstenmaus
verwendet.

## Körperbau

### Körpermaße

Körpermaße dreier erwachsener, männlicher Exemplare aus Oltu in der Türkei

Die Persische Rennratte ist eine mittelgroße
bis große,
kräftige und schwer gebaute, jedoch elegant wirkende Rennratte.
Ihr Schwanz ist gewöhnlich länger als der Körper
und kann beinahe dessen anderthalbfache Länge erreichen. Auch die Hinterpfoten sind vergleichsweise lang und schmal,
während die Vorderpfoten deutlich kürzer sind.
Die Ohrmuscheln sind die größten aller Rennratten
und stehen vergleichsweise aufrecht.
In Transkaukasien konnten zwischen verschiedenen Populationen deutliche Größenunterschiede festgestellt werden. Männchen sind größer und schwerer als Weibchen.
Bei einer Reihe von Exemplaren aus Armenien, dem Norden des Iran und der Türkei betrug die Kopf-Rumpf-Länge 132 bis 185 Millimeter und durchschnittlich 162,6 Millimeter, die Schwanzlänge 136 bis 190 Millimeter und durchschnittlich 167,2 Millimeter, die Hinterfußlänge 30,0 bis 45,0 Millimeter und durchschnittlich 38,6 Millimeter und die Ohrlänge 19,4 bis 27,0 Millimeter und durchschnittlich 23,3 Millimeter. Das Körpergewicht betrug 75 bis 172 Gramm und durchschnittlich 119,5 Gramm.
Mit 17,6 Prozent war der Anteil der Exemplare mit einem Körpergewicht über 150 Gramm in Armenien gering.
Die Schwanzlänge betrug 80,0 bis 128,0 Prozent der Kopf-Rumpf-Länge und durchschnittlich 102,7 Prozent dieser Länge. Bei 62 Prozent der Exemplare war der Schwanz länger als der Körper.
In menschlicher Obhut erreicht die Persische Rennratte gewöhnlich ein Körpergewicht von 120 bis 180 Gramm.

### Fell und Farbe
Das Fell der Persischen Rennratte ist weich, dicht und fein. Die Fellfarbe variiert individuell
und je nach Unterart oberseits von gelbbraun bis kräftig-rotbraun mit unterschiedlichen Anteilen schwarzer Haarspitzen,
die dem Fell einen gesprenkelten Anschein verleihen. In der Mitte ist der Rücken dunkler. Exemplare in trockenen Gebieten sind eher dunkel
und nach Norden hin wird die Fellfarbe generell heller.
In den Wüstengebieten Mesopotamiens ist der Rücken fahlgelb, im kurdischen Bergland rötlichbraun,
in Turkmenistan hell und im Osten Afghanistans dunkel.
Im Osten der Türkei sind die Männchen in der Rückenmitte gelbbraun und die Weibchen dunkelbraun. Andere Fellmerkmale sind bei Männchen und Weibchen gleich.
Mit 13 Millimetern an der Schulter, 17 Millimetern am Rumpf und 10 Millimetern am Bauch sind die seidenweichen Haare lang.
Die Haare der Oberseite sind an der Basis aschgrau und weisen feine, schwarze Spitzen auf, die der Unterseite sind weiß bis zur Wurzel.
Gewöhnlich ist der Kopf insgesamt nicht heller als der Rücken, jedoch befinden sich häufig
ein markanter, weißer Fleck am oberen oder am hinteren oberen Rand des Auges
und ein weißes Haarbüschel hinter jedem Ohr. Die Ohren sind weniger stark pigmentiert als die der Königsrennratte und halbwegs durchscheinend. Innen sind sie mit hellgrauen und außen mit feinen, hellbraunen Haaren besetzt.
Die steifen Haare an ihrem Rand sind weiß. Die Stirn hat dieselbe Farbe wie der Rücken, ist jedoch etwas matter.
Die Wangen sind unterhalb der Ohren gräulich abgedunkelt, ansonsten sind sie aufgehellt
und blass-gelbbraun.
Die Körperseiten können ebenfalls etwas aufgehellt sein.
Sie sind gewöhnlich blass-gelbbraun oder rostfarben-gelbbraun bei dunklen Exemplaren
und können einen klaren, gelbbraun-orangefarbenen Streifen aufweisen. Entlang der Wangen und Körperseiten verläuft der markante Übergang zwischen dem Fell der Oberseite und dem der Unterseite,
der besonders bei dunklen Exemplaren deutlich ausgeprägt ist.
Der obere Teil der Gliedmaßen entspricht dabei farblich den Körperseiten, während der untere Teil,
die Innenseiten,
die Vorderpfoten,
die Oberseite der Hinterpfoten, die Oberlippen und die Körperunterseite reinweiß sind.
Ebenso wie die Handflächen
sind die Fußsohlen vollkommen unbehaart. Die vordere Hälfte sowie die Unterseite der Zehen sind hell. Die hintere Hälfte von der Sohlenmitte bis zur Ferse ist gewöhnlich schwarzbraun, jedoch fehlt der Unterart Meriones persicus suschkini die schwärzliche Fersenfärbung.
Der durchgehend dicht behaarte Schwanz ist deutlich zweifarbig
und je nach Unterart verschieden gefärbt.
Die Oberseite entspricht farblich der des Rückens
und ist unterschiedlich stark mit schwarzen Härchen besetzt,
die gewöhnlich einen schwarzen Streifen bilden.
Die Unterseite ist mehr oder weniger hell,
von gräulich-weiß bis rostfarben.
Im Osten der Türkei ist die vordere Hälfte des Schwanzes schwach mit schwarzen Härchen besetzt und die Unterseite ist weiß bis gelbbraun.
Die Haare der hinteren Schwanzhälfte werden zunehmend länger,
erreichen dabei eine Länge von 25 bis 27 Millimetern
und bilden am Ende eine dicke Quaste, die anders als bei der Königsrennratte ebenso an den Seiten wie auf der Oberseite ausgebildet ist.
Außer an der Unterseite, wo sie weniger lang ist, nimmt diese Quaste gut ein Drittel des Schwanzes ein.
Die Quaste ist somit die größte aller Rennratten. Bei Exemplaren in Transkaukasien ist sie am schwächsten ausgebildet. Sie ist aschgrau bis graubraun,
rotbraun oder schwarz gefärbt.
Bei einigen Exemplaren ist die äußerste Schwanzspitze weiß, bei anderen ist sie schwarzbraun.

### Weitere äußere Merkmale
Die Tasthaare am Kopf der Persischen Rennratte sind sehr lang.
Anders als bei den meisten Rennratten sind Wangentasthaare vorhanden.
Die Oberlippentasthaare messen gewöhnlich 53 bis 60 Millimeter
und bis zu 90 Millimeter. Wie für steinernen Untergrund bevorzugende Nagetiere typisch sind die Tasthaare an der Handwurzel gut entwickelt
und die vorderen Haare umgeben beinahe die gesamte Handfläche. Die hinteren Sohlenballen sind klein, die vier Zehenballen sind dagegen groß
und verhornt.
Die Krallen sind weiß oder blass-hornfarben.
An den Vorderpfoten sind sie 3,5 bis 3,9 Millimeter lang und an den Hinterpfoten 3,6 bis 4,5 Millimeter.
Die Weibchen der Persischen Rennratte haben acht Zitzen.
Bei einem Männchen war die Talgdrüse in der Bauchmitte 19 Millimeter lang und sechs Millimeter breit und bei einem Weibchen war sie 13 Millimeter lang und drei Millimeter breit.

### Schädel

Schädelmaße dreier erwachsener, männlicher Exemplare aus Oltu

Backenzahnmaße dreier erwachsener, männlicher Exemplare aus Oltu

Der Schädel der Persischen Rennratte ist kräftig gebaut und ähnelt dem der Tristram-Rennratte.
Die Schnauze ist im Vergleich zum Hirnschädel stark verlängert.
Sie ist weniger gewölbt und länger als bei der Königsrennratte. Die vordere Spitze der vergleichsweise geraden Nasenbeine ragt weiter über die Schneidezähne hinaus als bei dieser und ist stumpf. Hinten reichen die Nasenbeine nicht bis zur Höhe der Tränenbeine.
Im Vergleich zur Tristram-Rennratte ist der Schädel über die Jochbögen schmaler.
Diese laufen nur geringfügig auseinander, sind hinten weniger stark geweitet und liegen bei einigen Exemplaren nahezu parallel zueinander. Die hintere Jochbogenwurzel ist weiter nach hinten verlagert als bei der Tristram-Rennratte und die vordere ist in der Seitenansicht vergrößert.
Der Orbitalschild der Jochbögen ist klein, das Unteraugenloch ist weiter geöffnet als bei der Königsrennratte und der Masseterhöcker ist gut entwickelt.
Die Jochbogenplatte ragt weniger weit nach vorne als bei der Königsrennratte und ihre Vorderkante ist gerade und verläuft senkrecht, oder sie ist stärker gewölbt und unten rückwärts versetzt.
Anders als bei allen anderen Rennratten ist die vordere, obere Kante des Jochbogendorns nach außen gebogen, jedoch weniger als bei der Buschschwanz-Rennmaus.
Der im Vergleich zur Schnauze verkürzte Hirnschädel ist schmaler als die Jochbögen, nicht sehr tief, nicht eben, sondern abgerundet, und hinten stärker gewölbt als bei der Königsrennratte.
So fällt der Hirnschädel nach hinten auf der Höhe von Scheitelbein und Zwischenscheitelbein ab.
In der Seitenansicht wirkt der überhöhte Hirnschädel eher birnenförmig und hinten ist er weniger verkürzt als bei der Königsrennratte.
In der Draufsicht sind die Stirnbeine vergrößert, die Scheitelbeine sind nach hinten verschoben und die dazwischen verlaufende Kranznaht bildet eine gerade Linie. Das Zwischenscheitelbein ist mäßig groß, eiförmig oder beinahe eiförmig.
Die Medianlinie des Supraoccipitale befindet sich größtenteils hinter der hinteren Schädelspitze.
Bis auf die bei erwachsenen Tieren ausgeprägten Temporal-, Lambda- und Mastoidleisten sind Knochenleisten nur schwach entwickelt.
Die Supraorbitalleisten sind nicht sehr ausgedehnt und erreichen kaum die Scheitelbeine.
Die schwach entwickelten, wie bei der Tristram-Rennratte insbesondere vorderhalb des Gehörgangs nicht aufgeblähten Gehörkapseln sind deutlich kleiner als bei der Königsrennratte, kürzer als die zahnfreie Lücke zwischen Schneide- und Backenzähnen und gehören somit zu den kleinsten der Rennratten.
Auf dem Gebiet der ehemaligen Sowjetunion werden sie nach Osten hin größer und in Turkmenistan sind sie am größten.
In der Draufsicht ist ihr Mastoidanteil kaum zu sehen.
Die Mastoidkammer reicht hinten nicht über die Gelenkfortsätze des Hinterhauptbeins hinaus und der Paroccipitalfortsatz des Hinterhauptbeins ist in der Seitenansicht über die gesamte Länge der Kammer sichtbar.
Die eiförmige oder vorne eingedrückte Foveola suprameatica ist wie bei der Königsrennratte klein und hinten geschlossen und somit kleiner als bei der Tristram-Rennratte.
Der äußere knöcherne Gehörgang ist stark verlängert und sein oberer Rand ist anders als bei der Tamarisken-Rennratte kaum von der Kante der Gehörkapseln getrennt.
Sein Vorderrand ist nicht verdickt und ragt seitlich beinahe so weit hervor wie die hintere Jochbogenwurzel, berührt den Jochbogen jedoch nicht.
Hammer und Amboss sind mittig hinter einem oberhalb von Hammergriff und Trommelfell liegenden, gut entwickelten, knöchernen Auswuchs des Paukenbeins nach unten verborgen.
Ein Nebentrommelfell ist nicht vorhanden.
Die eiförmigen Schneidezahnlöcher sind niemals kürzer als die obere Zahnreihe, reichen jedoch aufgrund der langen zahnfreien Lücke nicht bis zu dieser zurück. Die hinteren Gaumenlöcher sind schmal, das Flügelbein ist lang und die Fossa interpterygoidea des Keilbeins ist dreieckig.
Ein Alisphenoidsteg ist nicht vorhanden.
Obwohl der letzte Backenzahn verkürzt ist, ist die obere Zahnreihe länger als bei anderen Rennratten.
Der Unterkiefer ist charakteristisch für Rennratten mit kleinen Gehörkapseln und weist gegenüber dem der Tristram-Rennratte keine Besonderheiten auf.
Er ist zierlich und die Unterkieferäste sind breit.
Der Muskelfortsatz ist nur schwach ausgebildet, vergleichsweise schwer gebaut und der Winkelfortsatz ist ebenfalls zierlich. Der Zahnfachfortsatz ist recht klein und befindet sich anders als bei der Tamarisken-Rennratte auf der Höhe des Unterkiefereinschnitts oder davor.
Die Masseterkante ist sehr kurz und reicht vorne nur bis zur zweiten Schmelzplatte des ersten unteren Backenzahns.
Bei einer Reihe von Exemplaren aus Armenien, dem Norden des Iran und der Türkei betrug die Condylobasallänge 34,3 bis 41,4 Millimeter und durchschnittlich 37,7 Millimeter, die zygomatische Breite 19,3 bis 23,5 Millimeter und durchschnittlich 21,3 Millimeter, die Gehörkapsellänge 10,0 bis 14,4 Millimeter und durchschnittlich 11,6 Millimeter und die obere Zahnreihenlänge 5,9 bis 6,9 Millimeter und durchschnittlich 6,3 Millimeter.
Bei drei Männchen aus dem Osten der Türkei betrug die Occipitonasallänge durchschnittlich 43,2 Millimeter, die Condylobasallänge 39,3 Millimeter, die Basallänge 37,1 Millimeter, die Nasalialänge 17,4 Millimeter, die zygomatische Breite 22,5 Millimeter, die Interorbitalbreite 7,3 Millimeter, die Hirnschädelbreite 17,7 Millimeter und die Mastoidbreite 13,4 Millimeter. Die Gehörkapsellänge betrug durchschnittlich 12,7 Millimeter, die Palatallänge 19,9 Millimeter, die Gaumenspaltenlänge 7,7 Millimeter, die Diastemalänge 12,5 Millimeter, die obere Zahnreihenlänge 6,3 Millimeter, die untere Zahnreihenlänge 6,5 Millimeter und die Mandibellänge 23,7 Millimeter. Der erste obere Backenzahn war durchschnittlich 2,7 Millimeter lang, der zweite 1,7 Millimeter und der dritte 0,8 Millimeter. Der erste untere Backenzahn war durchschnittlich 2,5 Millimeter lang, der zweite 1,7 Millimeter und der dritte 0,9 Millimeter.
Die zygomatische Breite beträgt 51,7 bis 60,1 Prozent und durchschnittlich 56,6 Prozent der Condylobasallänge, die Hirnschädelbreite 52,6 bis 57,8 Prozent und durchschnittlich 55,2 Prozent der Condylobasallänge und die Hirnschädelhöhe durch die Gehörkapseln 38,0 bis 45,3 Prozent und durchschnittlich 40,5 Prozent der Condylobasallänge.
Mit durchschnittlich 30,6 Prozent der Länge ist die Gehörkapsellänge gewöhnlich weniger als ein Drittel so lang wie die Condylobasallänge.

### Verdauungstrakt
| 1 | · | 0 | · | 0 | · | 3 | = 16 |
| 1 | · | 0 | · | 0 | · | 3 | = 16 |

Die oberen Nagezähne der Persischen Rennratte bilden einen weniger ausgeprägten spitzen Winkel mit der Schädelachse als bei der Königsrennratte und sind etwas kräftiger als die der Tristram-Rennratte.
Der Schmelz ihrer Vorderseite ist gelb bis orange gefärbt mit einer einzelnen Furche. Die Backenzähne weichen bei keinem Merkmal sonderlich von denen der Königsrennratte oder der Tristram-Rennratte ab.
Der erste obere Backenzahn hat drei Wurzeln, der zweite hat zwei Wurzeln und der dritte hat eine Wurzel.
Das Verhältnis von Darmlänge zu Körperlänge beträgt bei der Persischen Rennratte 4,6 zu 1. Der Dünndarm macht 67 Prozent der Darmlänge, der Dickdarm 19 Prozent und der Blinddarm 14 Prozent der Länge aus.
Die Volumenzunahme des Blinddarms aufgrund der Ampulla coli ist gering. Die Dickdarmspirale hat zwei Windungen.
Eine Gallenblase ist vorhanden und der quadratische Lappen der Leber ist schwach entwickelt.

### Penis
Der Penis der Persischen Rennratte ist stockförmig und ohne besondere Merkmale.
Die Papillen im Mündungskrater der Harnröhre sind einfach gebaut und entsprechen dem ursprünglichen Merkmalszustand der Rennratten.
Die oberen Papillen weisen keine Falte auf, die unteren sind schmal und haben zwei Spitzen.
Die Eichel ist zylindrisch.
Der Penisknochen besteht aus drei körperfernen, verknorpelten Teilen und einem körpernahen, verknöcherten Teil, dem eigentlichen Penisknochen. Dieser setzt sich zusammen aus einem stockförmigen Schaft und einer fünfeckigen Basis,
deren körpernaher Rand abgerundet ist.
Bei zwei Exemplaren aus dem Osten der Türkei betrug die Länge des eigentlichen Penisknochens 4,4 Millimeter und seine Breite an der Basis 2,1 bzw. 2,6 Millimeter.

## Körperfunktion
Der Stoffwechsel der Persischen Rennratte unterliegt jahreszeitlichen Veränderungen. So ist die Stoffwechselrate im Herbst und Winter am höchsten und im Frühling und Sommer am geringsten. Die Hämoglobinkonzentration im Blut und der Grundumsatz unterliegen ausgeprägten Schwankungen. Die obere kritische Temperatur liegt dagegen ganzjährig gewöhnlich bei 35 Grad Celsius, jedoch wurde im Herbst auch eine kritische Temperatur von nur 25 Grad Celsius ermittelt. Der Sauerstoffverbrauch ist im Frühling und Herbst am höchsten und im Sommer am niedrigsten.

## Genetik
Der Karyotyp der Persischen Rennratte weist im doppelten Chromosomensatz 42 Chromosomen auf. Dieser für Rennratten geringe Wert
ist vermutlich über alle Populationen gleich.
Wie bei den meisten Rennratten überwiegen die zweiarmigen gegenüber den einarmigen Chromosomen und die Anzahl der Chromosomenarme variiert von 74 bis 78.
Bei Exemplaren aus dem Osten der Türkei sind 17 Autosomenpaare meta- oder submetazentrisch und drei Paare sind akrozentrisch. Die Geschlechtschromosomen sind submetazentrisch
und mittelgroß. Das Y-Chromosom ist nicht viel kleiner als das X-Chromosom.

## Fortpflanzung
Die Fortpflanzungsperiode der Persischen Rennratte ist hauptsächlich jahreszeitabhängig
und fällt als Anpassung an die harten Winter der höheren Lagen
in die wärmere Jahreszeit.
In Turkmenistan beginnt sie im März, wenn bis zu 20 Prozent aller Weibchen trächtig sind, und hat ihren Höhepunkt im Mai mit einem 30- bis 50-prozentigen Anteil trächtiger Weibchen. Im Süden Transkaukasiens hängt die Fortpflanzungsperiode stark vom Klima ab. In den ariden Subtropen hat sie ihren Höhepunkt mit 30 Prozent trächtigen Weibchen im März und endet im Mai bis August. In den Gebirgssteppen ist sie mit 25 Prozent trächtigen Weibchen im Mai, Juni und Juli stark verlängert. In den semiariden Vorbergen liegt ihr Höhepunkt mit 31 Prozent bzw. 22 Prozent trächtigen Weibchen im März und April. Vereinzelt können in den subtropischen und semiariden Gebieten auch im Herbst trächtige Weibchen angetroffen werden.
In Aserbaidschan fällt der Fortpflanzungshöhepunkt mit bis zu 39 Prozent trächtigen Weibchen auf Mai bis Juni,
jedoch pflanzt sich die Persische Rennratte dort manchmal auch im Winter fort.
In Pakistan beginnt die Fortpflanzung im April
und endet im Sommer.
Bei einer Expedition in den Iran wurden von August bis Januar keine trächtigen Weibchen gefangen. Jedoch konnten im August, September, Oktober, November und Januar junge oder halbwüchsige Tiere angetroffen werden.
In menschlicher Obhut reicht die Fortpflanzungsperiode ebenfalls teilweise bis in den Winter.
Die Tragzeit der Persischen Rennratte beträgt gewöhnlich etwa 28 Tage,
jedoch wurde in menschlicher Obhut auch eine Dauer von nur 22 Tagen beobachtet.
In einem Jahr werden gewöhnlich zwei
und nicht mehr als drei Würfe geboren.
In menschlicher Obhut können dagegen bis zu fünf Würfe in einem Jahr aufgezogen werden.
Der Abstand zwischen den Geburten beträgt dabei durchschnittlich 51,5 Tage und mindestens 24 Tage.
Die Wurfgröße liegt gewöhnlich bei vier bis fünf Jungtieren
und ist im Norden höher als im Süden.
So wurden in Turkmenistan vier bis elf Jungtiere, in Afghanistan zwei bis acht Jungtiere
und im Hazar-Ganji-Nationalpark in Pakistan basierend auf der Zahl der Embryonen oder der Uterusnarben
durchschnittlich 3,46 Jungtiere je Wurf ermittelt. Trächtig gefangene Weibchen brachten dagegen in Pakistan häufig nur zwei Jungtiere zur Welt.
Bei in menschlicher Obhut gehaltenen Exemplaren wurden durchschnittlich 4,02 Jungtiere je Wurf gezählt.
Im Jahr ihrer Geburt tragen die Jungtiere selbst kaum zur Fortpflanzung bei. Basierend auf der Anzahl der Embryonen wurde im Südwesten Aserbaidschans ein maximaler Populationszuwachs von 347 Prozent vom Frühling bis zum Herbst berechnet.

## Verbreitung und Fossilfunde

### Verbreitung
Das Verbreitungsgebiet der Persischen Rennratte erstreckt sich über das Iranische Hochland im Iran und in Afghanistan sowie über angrenzende Gebiete Pakistans, Turkmenistans, Aserbaidschans, Armeniens, der Türkei und des Irak.
Im Iran fehlt sie in den Wäldern am Kaspischen Meer sowie in den monsunalen Wäldern der Südküste.
In Pakistan ist sie ausschließlich westlich des Indus
in Belutschistan und im südlichen Wasiristan verbreitet.
In Turkmenistan kommt sie von den Karabil- und Badchys-Höhen westwärts über den Kopet-Dag bis zum Großen und Kleinen Balkan vor, in Jahren hoher Populationsdichte nördlich bis zu den südlichen und östlichen Hängen der Hochebene von Türkmenbaşy.
In Transkaukasien erstreckt sich ihr Verbreitungsgebiet vom Talysch-Hochland in Aserbaidschan westwärts über die südöstlichen Vorberge des Kleinen Kaukasus,
den Mittellauf des Aras und über Nachitschewan
bis Armawir im Süden Armeniens.
In der Türkei kommt sie im Nordosten
sowie im Südosten am Oberlauf von Euphrat und Tigris vor.
Im Nordosten des Irak ist sie auf das kurdische Bergland beschränkt.
Ihr Verbreitungsgebiet überschneidet sich fast im gesamten Gebiet mit dem der Libyschen Rennratte und dem der Sundevall-Rennratte, im Nordwesten mit dem der Tristram-Rennratte, dem der Aserischen Rennratte und dem der Armenischen Rennratte sowie im Nordosten mit dem der Mittagsrennratte und dem der Großen Rennmaus.
Es grenzt im Nordosten an das der Sarudny-Rennratte
und im Südosten an das der Indischen Wüstenrennratte.

### Fossilfunde
Fossilfunde einer der Persischen Rennratte nahestehenden Form sind aus dem nordiranischen Jungpleistozän bekannt.
In der nordostirakischen Schanidar-Höhle stammen 70 Prozent der gefundenen Nagetierknochen von Meriones cf. persicus. Knochen und Baue wurden dort auch am Grab eines Neandertalers (Shanidar IV) gefunden. Die durch Pollenfunde nachgewiesenen und gewöhnlich als Grabbeigaben gewerteten Blüten von Schafgarben, Sonnenwend-Flockenblume, Greiskräutern, Traubenhyazinthen, Eibisch und vom Meerträubel Ephedra altissima könnten durch diese Tiere eingetragen worden sein.
Am westiranischen Warwasi-Felsdach ist die Form ebenfalls das bei weitem am häufigsten gesammelte Nagetier mit Funden aus dem Moustérien, dem Baradostien und dem Zarzien.
In der nordostirakischen Palegawra-Höhle machen ihre etwa 14.400 Jahre alten Knochen
10,8 Prozent der Säugetierfossilien und knapp 40 Prozent der Nagetierfossilien aus
und in der nordostiranischen Ali-Tepe-Höhle wurde etwa 11.400 bis 12.400 Jahre altes Fossilmaterial gefunden.
Holozänes, etwa 3000 bis 4000 Jahre altes
Material stammt aus Höhlen an den südlichen Hängen des Armenischen Hochlands und vom mittleren Arastal
etwa 100 Kilometer südöstlich von Jerewan.
Ihre Körpergröße hat sich während der gesamten Zeit nicht wesentlich verändert.

## Weiterführende Informationen

## Verwendete Literatur
- Stéphane Aulagnier, Patrick Haffner, Anthony J. Mitchell-Jones, François Moutou, Jan Zima, Olivier Roth, Hans C. Salzmann: Die Säugetiere Europas, Nordafrikas und Vorderasiens. Haupt, Berlin / Stuttgart / Wien 2009, ISBN 978-3-258-07506-8 (Übersetzung aus dem Französischen).
- Gordon Barclay Corbet: The Mammals of the Palaearctic Region: A Taxonomic Review. British Museum (Natural History)/Cornell University Press, London/Ithaca 1980, ISBN 0-8014-1171-8 (korrigierter Nachdruck).
- Jamshid Darvish: Morphometric comparison of fourteen species of the genus Meriones Illiger, 1811 (Gerbillinae, Rodentia) from Asia and North Africa. In: Iranian Journal of Animal Biosystematics. Band 5, Nr. 1, 2009, ISSN 1735-434X, S. 59–77 (profdoc.um.ac.ir [PDF; 662 kB]).
- Irenäus Eibl-Eibesfeldt: Gefangenschaftsbeobachtungen an der Persischen Wüstenmaus (Meriones persicus persicus Blanford): Ein Beitrag zur vergleichenden Ethologie der Nager. In: Zeitschrift für Tierpsychologie. Band 8, Nr. 3, 1951, ISSN 1439-0310, S. 400–423, doi:10.1111/j.1439-0310.1951.tb00182.x.
- G. Eken, M. Sozen, S. Molur: Meriones persicus. In: IUCN 2010 (Hrsg.): IUCN Red List of Threatened Species. Version 2010.4. (iucnredlist.org).
- Eckhard Grimmberger, Klaus Rudloff, Christian Kern: Atlas der Säugetiere Europas, Nordafrikas und Vorderasiens. Natur- und Tier-Verlag, Münster 2009, ISBN 978-3-86659-090-8.
- Igor Michailowitsch Gromow, Margarita Alexandrowna Jerbajewa: Млекопитающие фауны России и сопредельных территорий. (Зайцеобразные и грызуны) [Die Säugetiere Russlands und angrenzender Gebiete. Hasenartige und Nagetiere]. Russische Akademie der Wissenschaften (Zoologisches Institut), Sankt Petersburg 1995 (zoometod.narod.ru (Memento vom 11. März 2007 im Internet Archive)).
- David Lakin Harrison, Paul Jeremy James Bates: The Mammals of Arabia. 2. Auflage. Harrison Zoological Museum, Sevenoaks (England) 1991, ISBN 0-9517313-0-0.
- Jerry D. Hassinger: A survey of the mammals of Afghanistan resulting from the 1965 Street Expedition (excluding bats). In: Fieldiana Zoology. Band 60, 1973, ISSN 0015-0754, S. 1–195 (BHL:21042).
- Erwin J. Hentschel, Günther H. Wagner: Wörterbuch der Zoologie. 7. Auflage. Spektrum Akademischer Verlag (Elsevier), Heidelberg 2004, ISBN 3-8274-1479-2.
- Boris Kryštufek, Vladimir Vohralík: Mammals of Turkey and Cyprus. Rodentia II: Cricetinae, Muridae, Spalacidae, Calomyscidae, Capromyidae, Hystricidae, Castoridae. Universität Primorska, Koper 2009, ISBN 978-961-6732-11-6.
- Douglas M. Lay: A study of the mammals of Iran resulting from the Street Expedition of 1962–63. In: Fieldiana Zoology. Band 54, 1967, ISSN 0015-0754, S. 1–282 (BHL:20928).
- Mark David Merlin: Archaeological evidence for the tradition of psychoactive plant use in the Old World. In: Economic Botany. Band 57, Nr. 3, 2003, ISSN 0013-0001, S. 295–323, doi:10.1663/0013-0001(2003)057[0295:AEFTTO]2.0.CO;2.
- Nikolai Pawlowitsch Naumow, W. S. Lobatschew: Ecology of desert rodents of the U.S.S.R. (jerboas and gerbils). In: Ishwar Prakash, Pulak K. Ghosh (Hrsg.): Rodents in Desert Environments. Dr. W. Junk, Den Haag 1975, ISBN 90-6193-080-4, S. 465–598.
- Jochen Niethammer: Wühler. In: Bernhard Grzimek (Hrsg.): Grzimeks Enzyklopädie Säugetiere. Band 5, S. 206–265 (elfbändige Lizenzausgabe, 1988).
- Ronald M. Nowak: Walker’s Mammals of the World. 6. Auflage. Johns Hopkins University Press, Baltimore/London 1999, ISBN 0-8018-5789-9.
- Pawel Alexandrowitsch Pantelejew: Грызуны Палеарктики: Состав и ареалы/The Rodents of the Palaearctic: Composition and Areas. Russische Akademie der Wissenschaften, Moskau 1998.
- Igor Jakowlewitsch Pawlinow, Ju. A. Dubrowski, Olga Leonidowna Rossolimo, Je. G. Potapowa: Песчанки мировой фауны [Rennmäuse der Welt]. Nauka, Moskau 1990, ISBN 5-02-005350-3.
- Rudolf Piechocki: Familie Wühler. In: Irenäus Eibl-Eibesfeldt, Martin Eisentraut, Hans-Albrecht Freye, Bernhard Grzimek, Heini Hediger, Dietrich Heinemann, Helmut Hemmer, Adriaan Kortlandt, Hans Krieg, Erna Mohr, Rudolf Piechocki, Urs Rahm, Everard J. Slijper, Erich Thenius (Hrsg.): Grzimeks Tierleben: Enzyklopädie des Tierreichs. Elfter Band: Säugetiere 2. Kindler, Zürich 1969, S. 301–344.
- Thomas J. Roberts: Field Guide to the Small Mammals of Pakistan. Oxford University Press, Oxford/New York 2005, ISBN 0-19-579565-2.
- Günter Schmidt: Hamster, Meerschweinchen, Mäuse und andere Nagetiere. 2. Auflage. Eugen Ulmer, Stuttgart 1985, ISBN 3-8001-7147-3.
- Wladimir Jewgenjewitsch Sokolow, L. N. Skurat: A specific midventral gland in gerbils. In: Nature. Band 211, 1966, ISSN 0028-0836, S. 544–545, doi:10.1038/211544a0.
- Priscilla F. Turnbull: The mammalian fauna of Warsawi rock shelter, west-central Iran. In: Fieldiana Geology. Band 33, Nr. 8, 1975, ISSN 0096-2651, S. 141–155 (BHL:25285).
- Priscilla F. Turnbull, Charles A. Reed: The fauna from the terminal Pleistocene of Palegawra Cave. In: Fieldiana Anthropology. Band 63, Nr. 3, 1974, ISSN 0071-4739, S. 81–146 (BHL:25102).
- Anne Weber: Die Persische Rennmaus: Meriones persicus. Natur- und Tier-Verlag, Münster 2008, ISBN 978-3-86659-047-2.
- N. K. Wereschtschagin: The Mammals of the Caucasus: A History of the Evolution of the Fauna. Israel Program for Scientific Translations, Jerusalem 1967 (BHL:100193 – Erstausgabe:  1959, Übersetzung aus dem Russischen).
- I. A. Wolodin, O. G. Iltschenko, S. W. Popow: Песчанки: содержание и демография популяций разных видов в неволе [Rennmäuse: Haltung und Populationsentwicklung verschiedener Arten in Gefangenschaft]. Moskauer Zoo, Moskau 1996 (gerbil-world.org (Memento vom 6. September 2010 im Internet Archive) [DOC; 4,3 MB]).
- Nikolai Nikolajewitsch Woronzow: Evolution of the Alimentary System in Myomorph Rodents. Indian National Scientific Documentation Centre, Neu-Delhi 1979 (BHL:100196 – Erstausgabe:  1967, Übersetzung aus dem Russischen).
- Nuri Yiğit, Ercüment Çolak: A study of the taxonomy and karyology of Meriones persicus (Blanford, 1875) (Mammalia: Rodentia) in Turkey. In: Turkish Journal of Zoology. Band 23, Nr. 3, 1999, ISSN 1300-0179, S. 269–274 (gov.tr [PDF; 191 kB]).